# Ruta de Asia Oriental-Australasia
La Ruta de Asia Oriental-Australasia es una de las grandes rutas mundiales de migración de las aves. En su extremo norte se dispersa desde la Península de Taimir en Rusia hasta Alaska. El del sur abarca Australia y Nueva Zelanda. Entre estos extremos esta ruta de vuelo cubre mucho del oriente de Asia incluyendo la porción oriental de Rusia, China, Japón, Corea, el sudeste asiático y el Pacífico occidental. Es especialmente importante para millones de aves migratorias costeras vadeadoras que se reproducen en el norte de Asia y Alaska y pasan su temporada no reproductiva en el sudeste de Asia y Australasia. La ruta comprende un total de 22 países con aproximadamente 55 especies que viajan por ella, y que suman unos 5 millones de aves. [cita requerida].